# Richard Hind Cambage

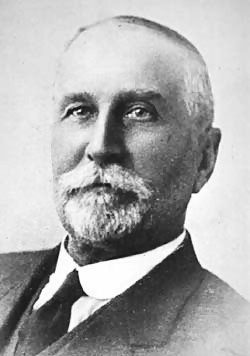
Cambage

Richard Hind Cambage (Applegarth, perto de Milton (Nova Gales do Sul), 7 de novembro de 1859 - 28 de novembro de 1928), foi um pesquisador e botânico australiano, importante na descrição de diversas espécies dos gêneros acacia e eucalyptus.

## Biografia
Era filho de John Fisher Cambage; foi educado em escolas públicas e particulares e em pouco tempo foi professor da Milton State School. Em 1878 tornou-se assistente do agrimensor M. J. Callaghan, e fez parte da pesquisas realizadas no Parque Nacional entre 1879 e 1880. Em 11 de julho de 1881, em Sydney, casou-se com Fanny Skillman (morta em 1897), filha diretor da escola de Ulladulla, em que estudara.

## Funcionalismo público
Foi qualificado como agrimensor licenciado em junho de 1882, trabalhando para o Departamento de Terras por três anos como desenhista, após o que tornou-se agrimensor de minas do Departamento de Minas, em 16 de fevereiro de 1885. Em 1900 desenvolveu uma difícil e perigosa pesquisa junto aos trabalhos abandonados sob o porto de Newcastle e o leito do mar.
Em 1902 foi nomeado agrimensor de minas chefe e investigou o sítio do Monte Kembla, onde um desastre na mina matara 96 homens e rapazes. As provas de Cambrage apresentadas à comissão real levaram à reversão do veredicto do juiz investigador, de que as mortes haviam sido causadas por envenenamento por monóxido de carbono.
Ocupou esta função até 1 de janeiro de 1916, quando foi nomeado sub-secretário do departamento de minas. Aposentou-se do serviço público em 7 de novembro de 1924. Ao largo das funções públicas, entretanto, desenvolveu várias outras atividades. Entre 1909 e 1915 proferiu palestras e inspecionou o Sydney Technical College, e em três ocasiões foi eleito presidente do Institution of Surveyors (entidade de classe dos agrimensores), sendo ali por 15 anos membro de sua banca de examinadores.

## Carreira botânica
Desde cedo manifestou interesse por geologia e botânica, e entre 1901 e 1903 contribuiu para a Linnean Society com uma série de artigos - "Notes on the Botany of the Interior of New South Wales" e "Notes on the Native Flora of New South Wales" - e ainda com longas séries adicionais que foram publicadas por um período de 20 anos. Foi secretário da Royal Society of New South Wales entre 1914 a 22 e de 1925 até 1928, e seu presidente em 1912 e 1923.
Foi membro do conselho da Linnean Society of New South Wales desde 1906 e seu presidente em 1924. Foi secretário honorário da Australian National Research Council desde sua aceitação em 1919 até 1926, e organizou o segundo congresso pan-Pacífico de ciência, realizado em Melbourne e Sydney, em 1923. Em 1926 foi eleito presidente da entidade, até 1928. Presidiu ainda a Australasian Association for the Advancement of Science, em 1928, a New South Wales Forest League e fez parte de outras associações florestais australianas. Além desses numerosos trabalhos administrativos, Cambage fez valiosas contribuições científicas. Por muitos anos plantou sementes de acácias de modos sistemático, e até sua morte havia publicado 13 trabalhos no Journal of the Royal Society com a descrição de 130 espécies, e ainda outros documentos sobre eucaliptos. Como membro da Royal Australian Historical Society seus conhecimentos de inspeção e experto em florestas auxiliaram os trabalhos iniciais de alguns exploradores.

## Homenagem
As espécies Acacia cambagei e Eucalyptus cambageana foram nomeadas em sua memória.